# Landesregierung Portschy
Die Landesregierung Portschy unter Landeshauptmann Tobias Portschy bildete die Burgenländische Landesregierung nach der Machtübernahme der Nationalsozialisten in Österreich bis zur Auflösung des Burgenlandes am 15. Oktober 1938. 
Die Mitglieder der Landesregierung wurden am 12. März 1938 von Bundeskanzler Arthur Seyß-Inquart ernannt und amtierten vom 13. März 1938 bis zum 15. Oktober 1938. Die Mitglieder der Landesregierung amtierten über die kurze Amtsperiode kaum verändert, lediglich Friedrich Schirk legte das Amt am 30. April 1938 nieder, nachdem er zum Gauschatzmeister der Steiermark bestellt worden war.

## Regierungsmitglieder
| Amt                                                     | Name                | Zuständigkeitsbereiche |
| ------------------------------------------------------- | ------------------- | ---------------------- |
| Landeshauptmann                                         | Tobias Portschy     |                        |
| Landesstatthalter                                       | Josef Palham        |                        |
| Landesrat                                               | Heinz Birthelmer    |                        |
| Landesrat                                               | Anton Schlamadinger |                        |
| Vorzeitig ausgeschiedene Mitglieder der Landesregierung |                     |                        |
| Landesrat                                               | Friedrich Schirk    |                        |